# Paulo Roberto Falcão
Paulo Roberto Falcão (Abelardo Luz, 16 ottobre 1953) è un ex calciatore, allenatore di calcio e dirigente sportivo brasiliano, di ruolo centrocampista.
Considerato uno dei più forti centrocampisti della storia del calcio, occupa la 31ª posizione nella speciale classifica dei migliori calciatori sudamericani del XX secolo pubblicata dall'IFFHS. Nel marzo del 2004, Pelé lo ha anche inserito nella FIFA 100, la lista dei 125 migliori calciatori viventi, redatta in occasione del Centenario della FIFA. Nel 2012 è stato inserito nella Hall Of Fame della Roma e nel 2017 in quella del calcio italiano

## Biografia
Falcão è nato il 16 ottobre 1953 ad Abelardo Luz, una località all'epoca facente parte del circondario della municipalità di Xanxerê, nello Stato di Santa Catarina, da madre di origini calabresi e padre portoghese.
Fu sposato con l'avvocato Rosane Damazio, con cui ebbe un figlio, Paulinho, poi conteso quando la donna accusò il compagno di infedeltà coniugale; in seguito ebbe una relazione con l'italiana Maria Flavia Frontoni, dalla quale ebbe un altro figlio, Giuseppe, che riconobbe dopo un contenzioso legale.
Nell'autobiografia La filosofia di Moana, la pornostar Moana Pozzi racconta di aver avuto un flirt con Falcão.
Dal 2003 è sposato con la giornalista Cristina Ranzolin, presentatrice del Jornal do Almoço, trasmesso sulla rete televisiva RBS TV. Falcão vive a Porto Alegre.

## Caratteristiche tecniche
(Nils Liedholm)
Era un centrocampista centrale elegante che svolgeva prevalentemente la funzione di regista, ma era in grado di assolvere a una grande varietà di compiti, partecipando in egual maniera alla fase difensiva e a quella offensiva. I compagni di squadra a Roma Francesco Graziani e Roberto Pruzzo lo hanno definito un "giocatore universale" e un "allenatore in campo" per le sue doti tecniche e caratteriali.

## Carriera

### Giocatore

#### Club

##### Internacional
La sua carriera da professionista comincia in patria nell'Internacional. Qui gioca per sei stagioni, conquistando per tre volte il titolo brasiliano, titolo che l'Internacional non aveva mai conquistato prima. Al termine dei sei anni nel club Falcão conta ventidue reti in campionato. Considerato ancora oggi uno dei più grandi giocatori del club, durante la sua militanza nelle file della squadra di Porto Alegre è stato per due volte insignito del Bola de Ouro, un prestigioso premio assegnato dalla rivista brasiliana Placar al miglior giocatore del campionato brasiliano.

##### Roma

Falcão (in primo piano) in azione alla Roma nel campionato 1981-1982, alle prese con il fiorentino Antognoni.

Grazie alla segnalazione del giornalista del Corriere dello Sport Ezio De Cesari, il 10 agosto 1980 viene acquistato dalla Roma per la cifra di un milione e mezzo di dollari, e la sua acquisizione è inizialmente accompagnata da un leggero scetticismo, poiché la tifoseria aspettava l'approdo in maglia giallorossa di Zico. Al momento dell'atterraggio del suo aereo all'aeroporto di Fiumicino è comunque accolto da 5000 tifosi della Roma. L'Internacional di Porto Alegre per vendere Falcao reclamava un pagamento con una scadenza assai perentoria che, probabilmente, il club giallorosso non avrebbe potuto permettersi. Fu così che l'allora presidente Viola contattò Vasco Farolfi (storico presidente del Montevarchi Calcio), il quale anticipò per intero la somma richiesta dai brasiliani: quale contropartita (e segno di ringraziamento), oltre al saldo della somma, quell'anno la prima amichevole che la Roma disputò fu col Montevarchi.
Esordisce con la maglia giallorossa proprio contro la sua ex squadra, l'Internacional, in una partita amichevole giocata il 29 agosto 1980, terminata con il punteggio di 2-2. Qualche settimana dopo esordisce anche in campionato, il 14 settembre 1980 contro il Como, poi vinta dalla Roma per 1 a 0, ma Falcão non convince, venendo anche criticato, sebbene presto riesca a crescere e guadagnarsi fiducia e ammirazione. Al termine del primo anno in giallorosso termina il campionato con tre reti, mentre la squadra sfiora la vittoria del titolo italiano, andato alla Juventus, però vince la Coppa Italia. L'anno successivo gioca ventiquattro partite e segna sei reti. Nel prosieguo della sua permanenza nella Capitale, il presidente della società giallorossa Dino Viola si affida a lui per ottenere dei rendiconti tecnici delle partite della squadra.

Falcão durante la finale della Coppa dei Campioni 1983-1984, gara divenuta a posteriori uno spartiacque nella sua esperienza romanista.

Nella stagione 1982-1983 vince con la Roma il suo primo campionato italiano, il secondo nella storia della società, e in questa stagione colleziona ventisette presenze e sette reti in campionato, due reti in Coppa UEFA, una contro il Colonia e una contro il Benfica e una rete negli ottavi di finale della Coppa Italia. La sua prestazione contro il Pisa è ricordata come una delle migliori con la maglia capitolina, poiché abbinò al gol decisivo una prestazione sontuosa, assurgendo al ruolo di guida della squadra. Viene soprannominato dai tifosi "divino" o anche "l'ottavo re di Roma".
Dopo un'altra stagione, con ventisette presenze e cinque reti, e la vittoria in Coppa Italia, la Roma arriva alla finale della Coppa dei Campioni 1983-1984, allo Stadio Olimpico, perdendo ai rigori contro il Liverpool. Falcão, in condizioni fisiche non ottimali, rinuncia a battere un rigore, e viene pesantemente criticato. Lo stesso calciatore nello speciale "Chiedi chi era Falcao" afferma che anche se fosse stato in condizione di calciare il rigore sarebbe stato il quinto tiratore dagli 11 metri, tiro a cui non si arrivò poiché al Liverpool bastarono 4 rigori per aggiudicarsi il trofeo. Inoltre, nel 1985 subisce un grave infortunio, a causa del quale verrà operato a New York, il 1º agosto lascia Roma tramite rescissione del contratto .
La sua ultima partita la disputa il 16 dicembre 1984 contro il Napoli, segnando peraltro la rete decisiva. Le ragioni del divorzio dalla compagine giallorossa sono da attribuirsi ai contrasti con l'allora presidente Dino Viola, in merito a dissidi contrattuali; nell'ultima stagione lo stipendio di Falcão era il più elevato nel campionato italiano, oltre un miliardo di lire all'anno. Inoltre, il giocatore si era rifiutato di sottoporsi a una visita medica da parte della società, e anche tale situazione contribuì a minare ulteriormente il rapporto tra le due parti. Il 20 settembre 2012 è stato tra i primi 11 giocatori a essere inserito nella Hall of fame ufficiale della Roma .

##### San Paolo
Il 20 agosto 1985 ritorna in patria, al San Paolo. Dopo un anno di attività con la squadra brasiliana, durante il quale conta solamente dieci presenze, pur aggiudicandosi il campionato, conclude definitivamente la sua carriera di calciatore.

#### Nazionale

Da sinistra: Bruno Conti, Nils Liedholm e Falcão prima del.

Riceve la sua prima convocazione nella Nazionale olimpica brasiliana per i Giochi della XX Olimpiade a Monaco di Baviera: spedizione poco fortunata con un pareggio e due sconfitte e precoce eliminazione. Riserva nella prima gara con la Danimarca (entra all'inizio del secondo tempo) e titolare contro Ungheria e Iran. Nel 1978 viene escluso dalle convocazioni per la nazionale di Cláudio Coutinho per aver dichiarato di non voler fare la riserva.
Dopo la partecipazione alla Copa América 1979, Falcão prende parte al campionato del mondo 1982, il suo primo. Insieme a giocatori del calibro di Toninho Cerezo, Leo Junior, Zico, Éder Aleixo de Assis e Sócrates, componeva un centrocampo dal tasso tecnico insuperabile. In questa edizione, disputata in Spagna, scende in campo cinque volte, realizzando tre reti, l'ultima contro l'Italia, per il secondo momentaneo pareggio verdeoro, nella partita poi persa 3-2 (tripletta di Paolo Rossi).
Quattro anni più tardi partecipa al campionato del mondo 1986. Iniziando il torneo in panchina, scende in campo solamente due volte, per un totale di 91 minuti. Nella prima gara contro la Spagna (vinta per 1-0) entra al 79' al posto di Junior, mentre nella seconda contro l'Algeria (anche qui vittoria per 1-0) sostituisce al 10' del primo tempo Leandro. Il Brasile proseguirà poi la sua corsa per altre tre gare, venendo eliminato dalla Francia ai rigori nei quarti di finale.

### Allenatore e dirigente
Il 17 agosto 1990 torna nel mondo del calcio come allenatore, ingaggiato da Ricardo Terra Teixeira per sostituire Sebastião Lazaroni alla guida del Brasile. Il 21 agosto 1991 si dimette dopo 6 vittorie su 18 partite e la sconfitta nella finale della Coppa América contro l'Argentina. Nel 1991 viene ingaggiato dai messicani dell'América, dove rimane solo una stagione.
Il 29 luglio 1993, dopo 13 anni viene ingaggiato come allenatore dal "suo" Internacional, club con il quale aveva giocato all'inizio della sua carriera. L'11 febbraio 1994 è invece sulla panchina del Giappone. Il 14 ottobre si dimette dalla guida dopo la sconfitta contro la Corea del Sud ai giochi asiatici.
L'11 aprile 2011 ritorna sulla panchina dell'Internacional, venendo presentato ufficialmente alla stampa il 12 aprile. Il 4 maggio viene però subito eliminato agli ottavi della Coppa Libertadores dal Peñarol ma si rifà il 15 maggio vincendo il suo primo titolo da allenatore, il Campionato Gaúcho, in finale contro i rivali del Grêmio ai rigori. Il 18 luglio dopo appena 19 partite sulla panchina dell'Internacional viene esonerato dopo 3 sconfitte consecutive.
Dal 6 febbraio 2012 allena il Bahia. Il 20 luglio 2012 viene esonerato in seguito a una serie di tre sconfitte consecutive.
Il 21 settembre 2015 diventa allenatore dello Sport Recife. Il 18 aprile 2016 viene sollevato dall'incarico.
L'8 agosto 2016, dopo il pari per 2-2 contro il Fluminense, Falcao viene di nuovo esonerato dall'Internacional di Porto Alegre per il quale aveva firmato appena un mese prima. Solo 3 pareggi, 2 sconfitte e nessuna vittoria in questa esperienza nella sua squadra più amata, hanno portato il presidente del club sudamericano, Vitorio Piffero, a prendere la sofferta decisione di sollevarlo dall'incarico.
Il 15 novembre 2022 diventa coordinatore sportivo del Santos. Il 4 agosto 2023, a seguito di un'accusa di molestie sessuali, si dimette dall'incarico.
Nell'ottobre dello stesso anno viene completamente scagionato dall'accusa di molestie.

### Commentatore sportivo
Falcão è commentatore delle partite di calcio trasmesse da Rede Globo e collabora come opinionista del giornale Zero Hora e dell'emittente Radio Gaúcha.

## Pubblicazioni
- Paulo Roberto Falcão (con Franco Cerretti ed Ernesto Alicicco), Il manuale del calcio, Newton Compton Editori, 1982

## Statistiche

### Presenze e reti nei club
| Stagione             | Squadra              | Campionato           | Campionato | Campionato | Coppe nazionali | Coppe nazionali | Coppe nazionali | Coppe continentali | Coppe continentali | Coppe continentali | Altre coppe | Altre coppe | Altre coppe | Totale | Totale |
| Stagione             | Squadra              | Comp                 | Pres       | Reti       | Comp            | Pres            | Reti            | Comp               | Pres               | Reti               | Comp        | Pres        | Reti        | Pres   | Reti   |
| -------------------- | -------------------- | -------------------- | ---------- | ---------- | --------------- | --------------- | --------------- | ------------------ | ------------------ | ------------------ | ----------- | ----------- | ----------- | ------ | ------ |
| 1971                 | Internacional        | A                    | 0          | 0          | -               | -               | -               | -                  | -                  | -                  | -           | -           | -           | 0      | 0      |
| 1972                 | Internacional        | A                    | 0          | 0          | -               | -               | -               | -                  | -                  | -                  | -           | -           | -           | 0      | 0      |
| 1973                 | Internacional        | A                    | 34         | 0          | -               | -               | -               | -                  | -                  | -                  | -           | -           | -           | 34     | 0      |
| 1974                 | Internacional        | A                    | 21         | 2          | -               | -               | -               | -                  | -                  | -                  | -           | -           | -           | 21     | 2      |
| 1975                 | Internacional        | A                    | 19         | 1          | -               | -               | -               | -                  | -                  | -                  | -           | -           | -           | 19     | 1      |
| 1976                 | Internacional        | A                    | 15         | 5          | -               | -               | -               | -                  | -                  | -                  | -           | -           | -           | 15     | 5      |
| 1977                 | Internacional        | A                    | 9          | 0          | -               | -               | -               | -                  | -                  | -                  | -           | -           | -           | 9      | 0      |
| 1978                 | Internacional        | A                    | 27         | 5          | -               | -               | -               | -                  | -                  | -                  | -           | -           | -           | 27     | 5      |
| 1979                 | Internacional        | A                    | 20         | 5          | -               | -               | -               | -                  | -                  | -                  | -           | -           | -           | 20     | 5      |
| 1980                 | Internacional        | A                    | 12         | 3          | -               | -               | -               | -                  | -                  | -                  | -           | -           | -           | 12     | 3      |
| Totale Internacional | Totale Internacional | Totale Internacional | 157        | 21         | -               | -               | -               | -                  | -                  | -                  | -           | -           | -           | 157    | 21     |
| 1980-1981            | Roma                 | A                    | 25         | 3          | CI              | 5               | 0               | CdC                | 2                  | 1                  | TC          | 0           | 0           | 32     | 4      |
| 1981-1982            | Roma                 | A                    | 24         | 6          | CI              | 2               | 0               | CdC                | 4                  | 0                  | -           | -           | -           | 30     | 6      |
| 1982-1983            | Roma                 | A                    | 27         | 7          | CI              | 4               | 1               | CU                 | 8                  | 2                  | -           | -           | -           | 39     | 10     |
| 1983-1984            | Roma                 | A                    | 27         | 5          | CI              | 8               | 0               | CC                 | 8                  | 1                  | -           | -           | -           | 43     | 6      |
| 1984-1985            | Roma                 | A                    | 4          | 1          | CI              | 3               | 0               | CdC                | 1                  | 0                  | -           | -           | -           | 8      | 1      |
| Totale Roma          | Totale Roma          | Totale Roma          | 107        | 22         |                 | 22              | 1               |                    | 23                 | 4                  | -           | -           | -           | 152    | 27     |
| 1985                 | San Paolo            | A                    | 0          | 0          | -               | -               | -               | -                  | -                  | -                  | -           | -           | -           | 0      | 0      |
| 1986                 | San Paolo            | A                    | 10         | 0          | -               | -               | -               | -                  | -                  | -                  | -           | -           | -           | 10     | 0      |
| Totale San Paolo     | Totale San Paolo     | Totale San Paolo     | 10         | 0          | -               | -               | -               | -                  | -                  | -                  | -           | -           | -           | 10     | 0      |
| Totale carriera      | Totale carriera      | Totale carriera      | 274        | 43         |                 | 22              | 1               |                    | 23                 | 4                  |             |             |             | 319    | 48     |

### Cronologia presenze e reti in nazionale
| Cronologia completa delle presenze e delle reti in nazionale ― Brasile | Cronologia completa delle presenze e delle reti in nazionale ― Brasile | Cronologia completa delle presenze e delle reti in nazionale ― Brasile | Cronologia completa delle presenze e delle reti in nazionale ― Brasile | Cronologia completa delle presenze e delle reti in nazionale ― Brasile | Cronologia completa delle presenze e delle reti in nazionale ― Brasile | Cronologia completa delle presenze e delle reti in nazionale ― Brasile | Cronologia completa delle presenze e delle reti in nazionale ― Brasile |
| Data                                                                   | Città                                                                  | In casa                                                                | Risultato                                                              | Ospiti                                                                 | Competizione                                                           | Reti                                                                   | Note                                                                   |
| ---------------------------------------------------------------------- | ---------------------------------------------------------------------- | ---------------------------------------------------------------------- | ---------------------------------------------------------------------- | ---------------------------------------------------------------------- | ---------------------------------------------------------------------- | ---------------------------------------------------------------------- | ---------------------------------------------------------------------- |
| 27-2-1976                                                              | Buenos Aires                                                           | Argentina                                                              | 1 – 2                                                                  | Brasile                                                                | Amichevole                                                             | -                                                                      |                                                                        |
| 19-5-1976                                                              | Rio de Janeiro                                                         | Brasile                                                                | 2 – 0                                                                  | Argentina                                                              | Coppa dell'Atlantico 1976                                              | -                                                                      | Ingresso                                                               |
| 23-5-1976                                                              | Los Angeles                                                            | Brasile                                                                | 1 – 0                                                                  | Inghilterra                                                            | Amichevole                                                             | -                                                                      |                                                                        |
| 31-5-1976                                                              | New Haven                                                              | Brasile                                                                | 4 – 1                                                                  | Italia                                                                 | Amichevole                                                             | -                                                                      | 46’                                                                    |
| 1-12-1976                                                              | Rio de Janeiro                                                         | Brasile                                                                | 2 – 0                                                                  | Unione Sovietica                                                       | Amichevole                                                             | 1                                                                      | Ingresso                                                               |
| 23-1-1977                                                              | San Paolo                                                              | Brasile                                                                | 1 – 0                                                                  | Bulgaria                                                               | Amichevole                                                             | -                                                                      |                                                                        |
| 20-2-1977                                                              | Bogotà                                                                 | Colombia                                                               | 0 – 0                                                                  | Brasile                                                                | Qual. Mondiali 1978                                                    | -                                                                      |                                                                        |
| 13-3-1977                                                              | Asunción                                                               | Paraguay                                                               | 0 – 1                                                                  | Brasile                                                                | Qual. Mondiali 1978                                                    | -                                                                      |                                                                        |
| 20-3-1977                                                              | Rio de Janeiro                                                         | Brasile                                                                | 1 – 1                                                                  | Paraguay                                                               | Qual. Mondiali 1978                                                    | -                                                                      |                                                                        |
| 17-5-1979                                                              | Rio de Janeiro                                                         | Brasile                                                                | 6 – 0                                                                  | Paraguay                                                               | Amichevole                                                             | -                                                                      |                                                                        |
| 31-5-1979                                                              | Rio de Janeiro                                                         | Brasile                                                                | 5 – 1                                                                  | Uruguay                                                                | Amichevole                                                             | -                                                                      |                                                                        |
| 23-8-1979                                                              | Buenos Aires                                                           | Argentina                                                              | 2 – 2                                                                  | Brasile                                                                | Coppa America 1979 - 1º turno                                          | -                                                                      | cap.                                                                   |
| 24-10-1979                                                             | Asunción                                                               | Paraguay                                                               | 2 – 1                                                                  | Brasile                                                                | Coppa America 1979 - Semifinale                                        | -                                                                      |                                                                        |
| 31-10-1979                                                             | Rio de Janeiro                                                         | Brasile                                                                | 2 – 2                                                                  | Paraguay                                                               | Coppa America 1979 - Semifinale                                        | 1                                                                      |                                                                        |
| 19-5-1982                                                              | Recife                                                                 | Brasile                                                                | 1 – 1                                                                  | Svizzera                                                               | Amichevole                                                             | -                                                                      |                                                                        |
| 27-5-1982                                                              | Uberlândia                                                             | Brasile                                                                | 7 – 0                                                                  | Irlanda                                                                | Amichevole                                                             | 1                                                                      |                                                                        |
| 14-6-1982                                                              | Siviglia                                                               | Brasile                                                                | 2 – 1                                                                  | Unione Sovietica                                                       | Mondiali 1982 - 1º turno                                               | -                                                                      |                                                                        |
| 18-6-1982                                                              | Siviglia                                                               | Brasile                                                                | 4 – 1                                                                  | Scozia                                                                 | Mondiali 1982 - 1º turno                                               | 1                                                                      |                                                                        |
| 23-6-1982                                                              | Siviglia                                                               | Brasile                                                                | 4 – 0                                                                  | Nuova Zelanda                                                          | Mondiali 1982 - 1º turno                                               | 1                                                                      |                                                                        |
| 2-7-1982                                                               | Barcellona                                                             | Argentina                                                              | 1 – 3                                                                  | Brasile                                                                | Mondiali 1982 - 2º turno                                               | -                                                                      | 85’                                                                    |
| 5-7-1982                                                               | Barcellona                                                             | Italia                                                                 | 3 – 2                                                                  | Brasile                                                                | Mondiali 1982 - 2º turno                                               | 1                                                                      |                                                                        |
| 12-3-1986                                                              | Francoforte sul Meno                                                   | Germania Ovest                                                         | 2 – 0                                                                  | Brasile                                                                | Amichevole                                                             | -                                                                      |                                                                        |
| 1-4-1986                                                               | São Luís                                                               | Brasile                                                                | 4 – 0                                                                  | Perù                                                                   | Amichevole                                                             | -                                                                      |                                                                        |
| 8-4-1986                                                               | Goiânia                                                                | Brasile                                                                | 3 – 0                                                                  | Germania Est                                                           | Amichevole                                                             | -                                                                      | cap.                                                                   |
| 30-4-1986                                                              | Recife                                                                 | Brasile                                                                | 4 – 2                                                                  | Jugoslavia                                                             | Amichevole                                                             | -                                                                      | 63’                                                                    |
| 7-5-1986                                                               | Curitiba                                                               | Brasile                                                                | 1 – 1                                                                  | Cile                                                                   | Amichevole                                                             | -                                                                      |                                                                        |
| 1-6-1986                                                               | Guadalajara                                                            | Spagna                                                                 | 0 – 1                                                                  | Brasile                                                                | Mondiali 1986 - 1º turno                                               | -                                                                      | 79’                                                                    |
| 6-6-1986                                                               | Guadalajara                                                            | Brasile                                                                | 1 – 0                                                                  | Algeria                                                                | Mondiali 1986 - 1º turno                                               | -                                                                      | 10’                                                                    |
| Totale                                                                 |                                                                        | Presenze                                                               | 28                                                                     |                                                                        | Reti                                                                   | 6                                                                      |                                                                        |

## Palmarès

### Giocatore

#### Club

##### Competizioni statali
- Campionato Gaúcho: 5

Internacional: 1973, 1974, 1975, 1976, 1979
- Campionato paulista: 1

San Paolo: 1986

##### Competizioni nazionali

Da sinistra: Tancredi, Superchi e Falcão all'Olimpico di Roma il 15 maggio 1983, mentre festeggiano la vittoria dello scudetto 1982-1983, il secondo nella storia giallorossa.

- Campionato brasiliano: 3

Internacional: 1975, 1976, 1979
- Coppa Italia: 2

Roma: 1980-1981, 1983-1984
- Campionato italiano: 1

Roma: 1982-1983

#### Individuale
- Bola de Ouro: 2

1978, 1979
- Bola de Prata: 3

1975, 1978, 1979
- Onze d'Argent: 1

1982
- Onze de Bronze 1

1983
- Miglior calciatore dell'anno secondo la rivista italiana "Guerin Sportivo": 1

1983
- FIFA XI: 2

1982, 1986
- FIFA 100: 1

2004
- Pallone d'argento al Mondiale: 1

1982
- World Soccer 100 più grandi calciatori di tutti i tempi

1999
- Inserito nella Hall of Fame del calcio italiano nella categoria Giocatore straniero

2016
- Candidato al Dream Team del Pallone d'oro (2020)

### Allenatore

#### Club
- Campionato Gaúcho: 1

Internacional: 2011

#### Individuale
- Inserito tra le "Leggende del calcio" del Golden Foot

2019

## Fuori dal campo
Nel 1985 interpretò se stesso nel film Mezzo destro, mezzo sinistro, diretto da Sergio Martino. Due anni prima invece rifiutò di girare due pose in Paulo Roberto Cotechinho centravanti di sfondamento, perché ritenne quella pellicola una presa in giro nei suoi confronti.
Nell'edizione 1987-1988 di Domenica in, condotta da Lino Banfi, fu ospite fisso in qualità di commentatore sportivo per brevi interventi sulle partite della giornata.